# Carola Ana Sutton
Carola Ana Sutton de Licitra (Ciudad de Buenos Aires, 24 de abril de 1946 - La Plata, 9 de abril de 2000) fue una zoóloga argentina reconocida por sus trabajos en parasitología. Fue investigadora del Conicet, jefa de la Departamento de Zoología Invertebrados del Museo de La Plata y profesora titular en la Facultad de Ciencias Naturales y Museo, de la Universidad Nacional de La Plata.

## Biografía
Sutton realizó el secundario en el Liceo Víctor Mercante, que depende de la UNLP y luego ingresó a la Facultad de Ciencias Naturales y Museo de la UNLP para cursar la Licenciatura en Zoología, título que alcanzó en 1969.
En 1974 recibió el título de doctora en Ciencias Naturales por la Universidad Nacional de La Plata, con su tesis "Helmintos parásitos del Quiyá Myocastor coypus bonariensis Commersony del Cuis Cavia aperea pamparum Thomas", dirigida por Raúl Adolfo Ringuelet.
Realizó toda su carrera como investigadora y docente en el Museo de La Plata. 
En 1972 ingresó al Departamento de Zoología de Invertebrados del Museo de La Plata como  Auxiliar de Investigación, en 1980 asumió como Jefa de la sección de Helmintología del mismo Departamento y en 1989 se convirtió en la directora del Departamento en reemplazo de Olga Blanco, cargo que ocupó hasta su muerte en 2000. Desde este Departamento formó a becarios y a estudiantes en parasitología.
En 1979 ingresó a la carrera de investigador en el Conicet y en 1990 alcanzó la categoría de Investigadora independiente.
También se desempeñó como Profesora Titular en la Facultad de Ciencias Naturales y Museo de la UNLP.

## Publicaciones
- Helmintos parásitos del Quiyá Myocastor coypus bonariensis Commersony del Cuis Cavia aperea pamparum Thomas (1974)
- Contribución al conocimiento de la fauna parasitológica argentina. II (1975)
- Contribución al conocimiento de la fauna parasitológica argentina, IV. Rictularia massoiai sp. n. y Enterobius yagoi sp. n. (Nematoda) (1977)
- Trematodes de reptiles incorporados a la Colección Helmintológica del Museo de La Plata. (1985)
- The digenean parasites of Cricetidae and Muridae from the province of Buenos Aires, Argentina. (1994)
- A description ofGraphidioides kravetzi n. sp. and the revision ofGraphidioides Cameron, 1923 (Nematoda Trichostrongyloidea), parasites of Neotropical rodents (1995)
- Colección helmintológica del Museo de La Plata: I. Catálogo de preparaciones microscópicas, material tipo y no tipo (2000)